# Hidroponică
Fabrica de zarzavaturi este o nouă metodă de cultivare intensivă a zarzavaturilor, folosită pentru prima dată în Japonia, dar care se bazează pe metode folosite de exemplu încă în 1957 în Danemarcași pe cultivarea hidroponică a zarzavaturilor.
Printre firmele care au inventat/dezvoltat această metodă se numără și firma Mirai Co. din Tokio. 
Producția are loc într-un mediu steril, cu temperatura, lumina, umiditatea și apa controlate de computer. Chiar și nivelul de dioxid de carbon necesar producției poate fi modificat în detaliu.
Nu sunt folosite îngrășăminte chimice de nici un fel și nici pesticide.
Se pot obține mai multe recolte pe an, de exemplu, salata poate fi recoltată până la 20 de ori pe an, iar viteza de creștere este dublă față de metodele tradiționale.
Cei ce lucrează în „fabrică” poartă halate, măști chirurgicale și sunt curățați înainte de intrare în hale de un jet puternic de aer.
Baza antarctică japoneză Shōwa folosește o astfel de „fabrică” pentru creșterea zarzavaturilor pentru membrii expedițiilor.
În Japonia, țară care depinde în procent de 60% de importul de produse alimentare și unde media de vârstă a fermierilor este de 65 de ani, iar cei sub 40 de ani sunt doar 5%, mulți speră că această nouă metodă va rezolva, cel puțin în parte, problema.
Firma Mitsubishi Chemical Corp. a construiește containere speciale pentru producția de zarzavaturi. Containerele, care sunt izolate special, au o suprafață de ca. 30m². Ele au panouri solare pe acoperiș, reciclează apa folosită și pot produce ca. 18.000 de căpățâne de salată (sau alte zarzavaturi) pe an.
Firma Showa Denko K.K. a inventat un sistem prin care becurile LED dau o lumină roșie cu unde iuțesc creșterea plantelor.
În aprilie 2009, în Japonia erau 50 de astfel de fabrici, dar până în anul fiscal 2011 se preconizează că numărul lor va ajunge la ca. 150.
Începând cu 2017, Canada avea sute de acri de sere hidroponice comerciale la scară largă, producând roșii, ardei și castraveți.
Datorită progreselor tehnologice din industrie și a numeroșilor factori economici, se estimează că piața globală de hidroponie va crește de la 226,45 milioane USD în 2016 la 724,87 milioane USD până în 2023.